# Otto Wichterle
Pour les articles homonymes, voir Wichterle.
Otto Wichterle, né le 27 octobre 1913 à Prossnitz (Moravie, Autriche-Hongrie) et mort le 18 août 1998 à Prague (Tchéquie), est un chimiste et un inventeur tchèque, connu pour l'invention des lentilles souples.
Il est l'inventeur du sylon, fibre synthétique concurrente du nylon américain qui servait à faire des bas après la Seconde Guerre mondiale.

## Biographie
Son père Karel était copropriétaire d'une usine de machines agricoles et d'une petite usine automobile, mais Otto a choisi la science pour sa carrière. Après avoir terminé ses études secondaires à Prostějov, Wichterle commença à étudier à la faculté de chimie et de technologie de l'université technique de Prague mais s'intéressa également à la médecine. Il est diplômé en 1936 et est resté à l'université. En 1939, il a soumis sa deuxième thèse de doctorat sur la chimie, mais le régime du Protectorat a bloqué toute autre activité à l'université. Cependant, Otto Wichterle a pu rejoindre l'institut de recherche des travaux de Baťa à Zlín et continuer son travail scientifique. Il y a dirigé la préparation technique des plastiques, à savoir le polyamide et le caprolactame. 
En 1941, l'équipe de Wichterle a inventé la procédure permettant de lancer et d'embobiner le fil de polyamide créant ainsi la première fibre synthétique tchécoslovaque sous le nom de sylon (l'invention a eu lieu indépendamment du procédé américain créant le nylon en 1938). Otto Wichterle est fait prisonnier par la Gestapo pendant la Seconde Guerre mondiale mais a été libéré après quelques mois. Après la Libération, il revient à l'école supérieure d'ingénieurs en chimie et en technologie (actuelle université technique de Prague) où il avait fait sa thèse.

### Invention des lentilles de contact souples

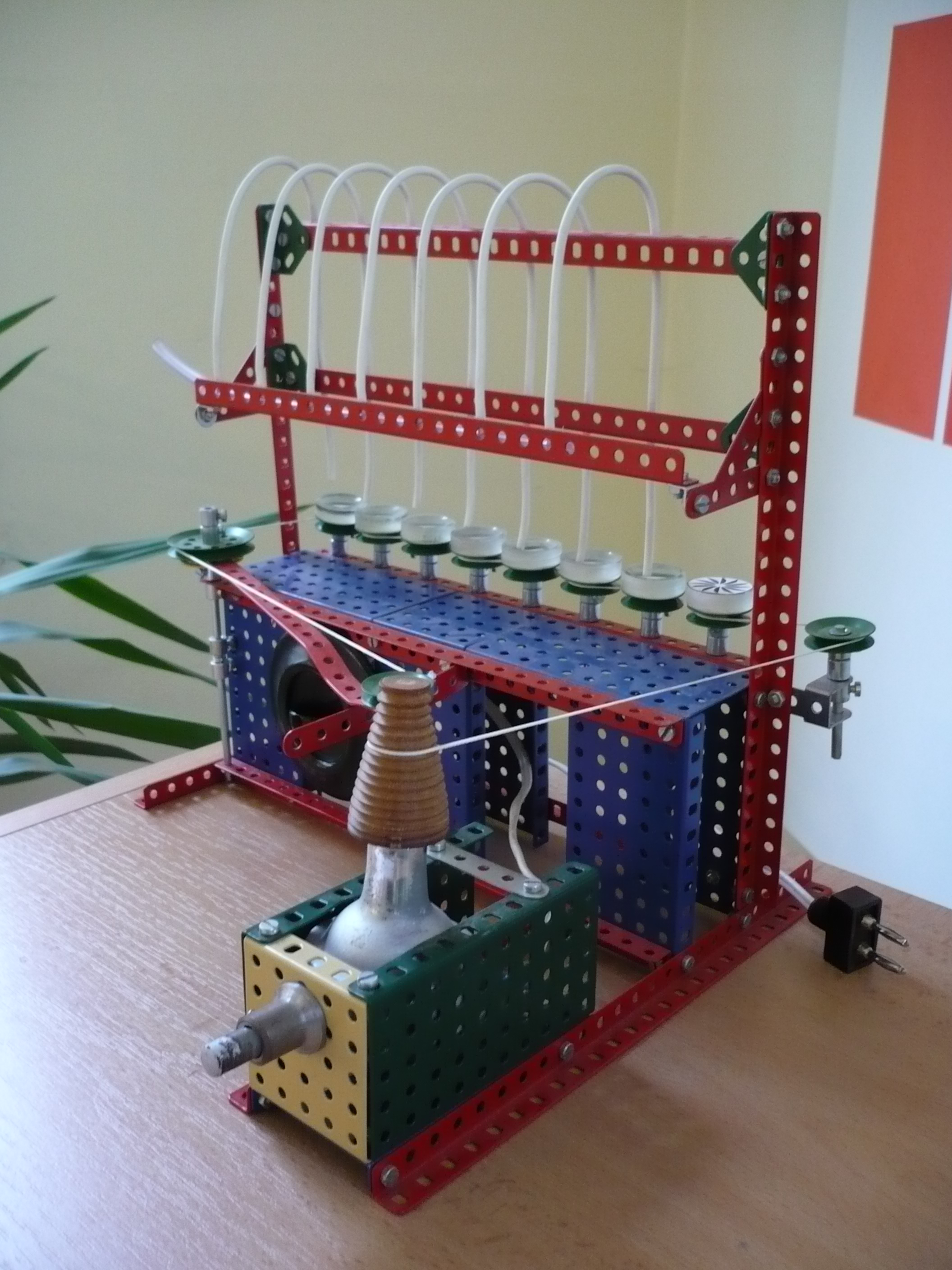
Appareil de type Meccano de marque Merkur pour le moulage centrifuge de lentilles de contact par Otto Wichterle.

Otto Wichterle travaille ensuite sur les hydrogels destinés à l'ophtalmologie, son but étant de fabriquer des lentilles souples. Les lentilles de correction existaient déjà depuis plusieurs années mais leur matériau était irritant pour l'œil. Otto Wichterle et Drahoslav Lim inventent un nouveau composé, l'HEMA, qui sera le composé de base des lentilles souples. Toutefois, le bord des lentilles est irrégulier et c'est en « touillant » son café que Wichterle remarque que la force centrifuge donne à la surface une forme courbe régulière, il a alors l'idée d'appliquer cette force à son gel. Le jour de Noël 1961, il fabrique une petite machine à l'aide du jeu de type Meccano de son fils. Le résultat est spectaculaire, il a réussi à fabriquer 4 lentilles parfaites.
Le brevet sera déposé, mais vendu à l'étranger pour 500 000 dollars par le régime communiste qui était à la tête de la Tchécoslovaquie, rien que le revenu annuel des licences aurait rapporté l'équivalent du prix de vente du brevet. Il n'a donc pas fait fortune.

### Engagement politique
Lors du printemps de Prague, Otto Wichterle est signataire du manifeste des deux mille mots contre l'invasion de son pays par les Russes. Il est alors révoqué de son poste de directeur de l'Institut de chimie macromoléculaire dont il était le fondateur. Il continue quand même à y travailler de nombreuses années.
En 1990, un an après la révolution de Velours, il est élu président de l'Académie tchécoslovaque des sciences.

## Hommages
- En 1993, le nom de Wichterle est donné à un astéroïde : (3899) Wichterle.
- Le 27 octobre 2021, un Google Doodle commémore les 108 ans de sa naissance[3],[2].

### Documentaire
- 2005 : Otto Wichterle, un génie encombrant de Tomas Kudrna.